# Burhanoğlu, Devrek
Burhanoğlu là một xã thuộc huyện Devrek, tỉnh Zonguldak, Thổ Nhĩ Kỳ. Dân số thời điểm năm 2011 là 705 người.